# 🍿
🍿  is een teken uit de Unicode-karakterset dat een beker popcorn voorstelt. Deze emoji is in 2015 geïntroduceerd met de Unicode 8.0-standaard.

## Betekenis

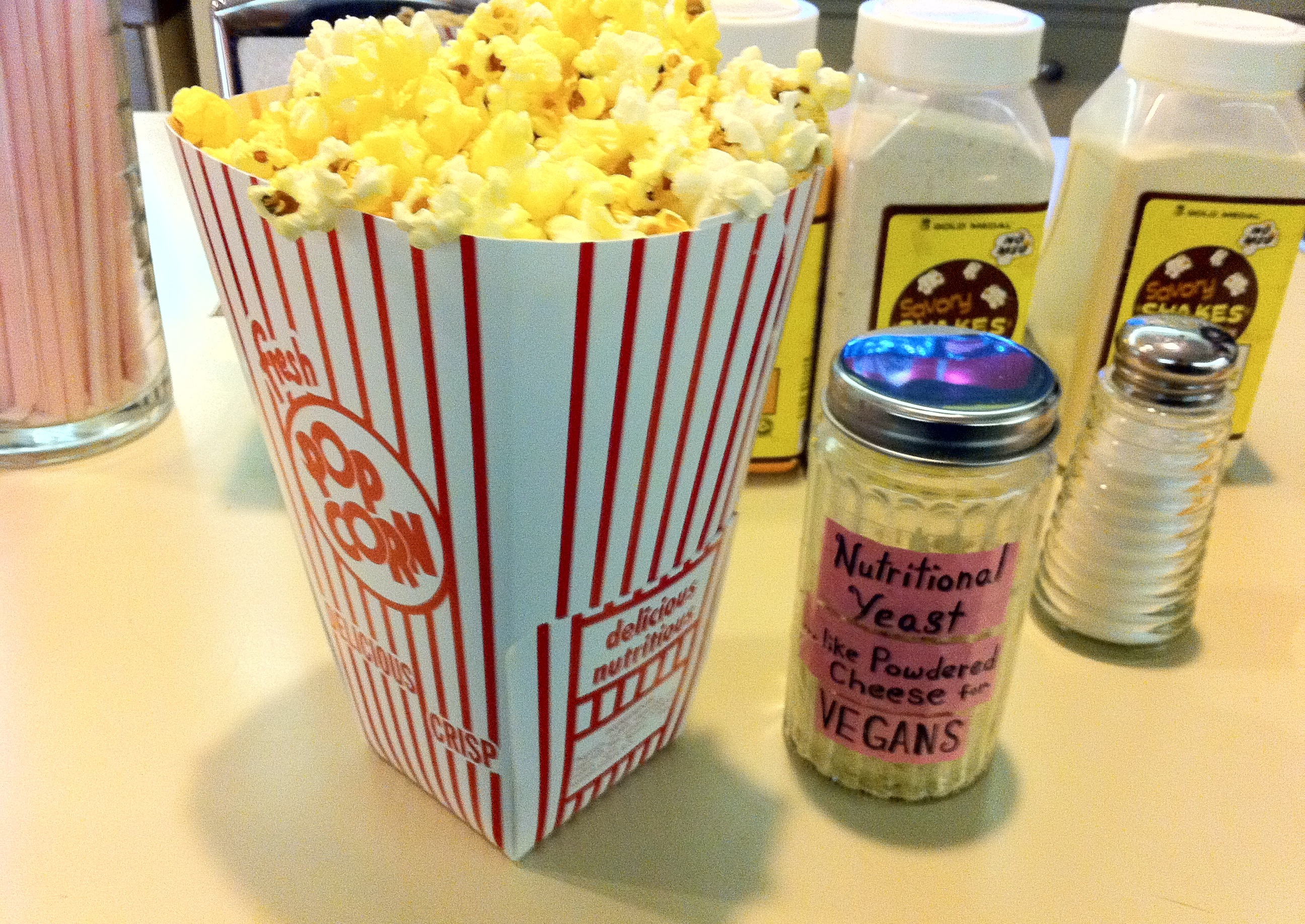
Een emmertje popcorn

Deze emoji wordt gebruikt om een beker popcorn zoals deze in bioscopen verkocht wordt, mee aan te duiden. Buiten het eten is er ook een duidelijke associatie met de bioscoop, maar ook het zien van een film thuis.
🍿 wordt ook gebruikt op dezelfde manier als het popcorn-gifsmeme, een weergave van het gevoel van amusement dat men ervaart terwijl men een dramatische gebeurtenis aanschouwt of een (online) ruzie gadeslaat.. In combinatie met het teken ❄️ wordt de 🍿 gebruikt om Netflix & Chill te duiden.

## Codering

De implementatie in Android Oreo

### Unicode
In Unicode vindt men de 🍿 onder de code U+1F37F  (hex).

### HTML
In HTML kan men in hex de volgende code gebruiken: &#x1F37F;
In decimaalnotatie werkt de volgende code: &#127871;

### Shortcode
In software die shortcode ondersteunt kan het karakter worden opgeroepen met de code :popcorn:.

### Unicode-annotatie
De Unicode-annotatie voor toepassingen in het Nederlands (bijvoorbeeld een Nederlandstalig smartphonetoetsenbord) is popcorn.